# Hermanas de la Sagrada Familia de Nazaret
La Congregación de Hermanas de la Sagrada Familia de Nazaret (oficialmente en latín: Congregatio Sororum Sacræ Familiæ de Nazareth) es un instituto religioso católico femenino, de vida apostólica y de derecho pontificio, fundado en 1875 por la religiosa polaca Franciszka Siedliska en Roma (Italia). A las religiosas de este instituto se les conoce como Hermanas de la Sagrada Familia y posponen a sus nombres las siglas C.S.F.N.

## Historia

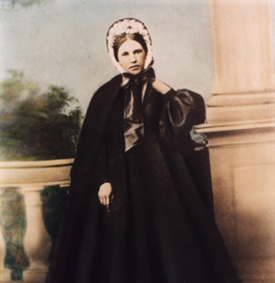
Franciszka Siedliska (1842-1902), fundadora de la congregación, es venerada como beata en la Iglesia católica.

La congregación fue fundada en Roma en 1875 por la religiosa polaca Franciszka Siedliska con la aprobación del cardenal vicario Raffaele Monaco La Valletta. Siedliska profesó sus votos con el nombre de María de Jesús Buen Pastor y escribió las primeras constituciones con la ayuda del religioso resurreccionista Piotr Semenenko.
El instituto recibió la aprobación como congregación religiosa de derecho pontificio por el papa León XIII, mediante decretum laudis del 1 de septiembre de 1896, y agregada a la Congregación de la Resurrección.

## Organización
La Congregación de Hermanas de la Sagrada Familia de Nazaret es un instituto religioso de derecho pontificio y centralizado, cuyo gobierno es ejercido por una superiora general. La sede central se encuentra en Roma (Italia).
Las hermanas de la Sagrada Familia se dedican a la educación e instrucción cristiana de las niñas y al cuidado de los enfermos, forman parte de la familia resurreccionista, viven según la Regla de san Francisco y visten hábito y velo marrón. En 2017, el instituto contaba con 1.214 religiosas y 153 comunidades, presentes en Australia, Bielorrusia, España, Estados Unidos, Francia, Filipinas, Ghana, Israel, Italia, Lituania, Polonia, Puerto Rico, Reino Unido, Rusia y Ucrania.